# Miejski Zakład Komunikacji w Nysie

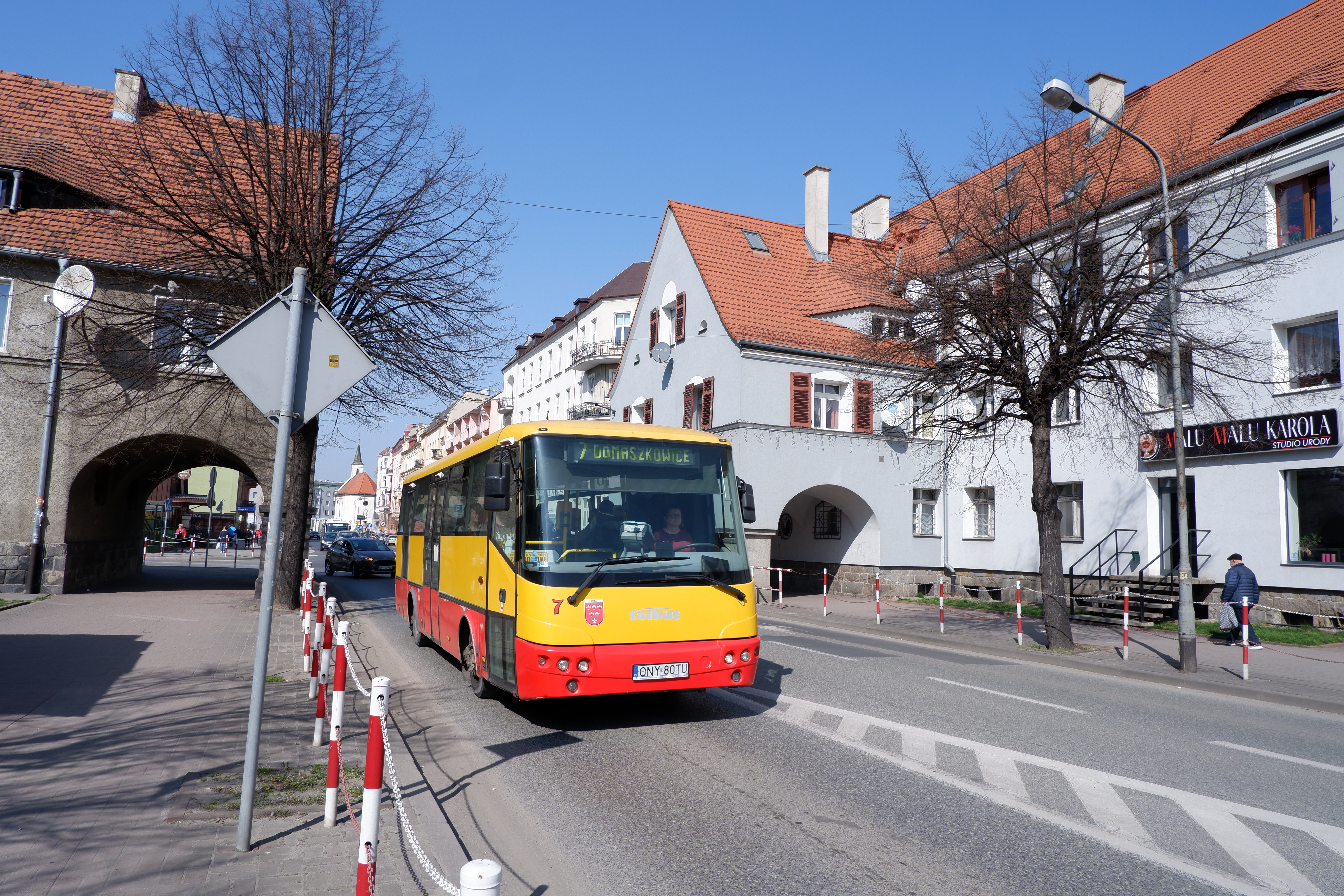
Autobus MZK na ulicy Prudnickiej

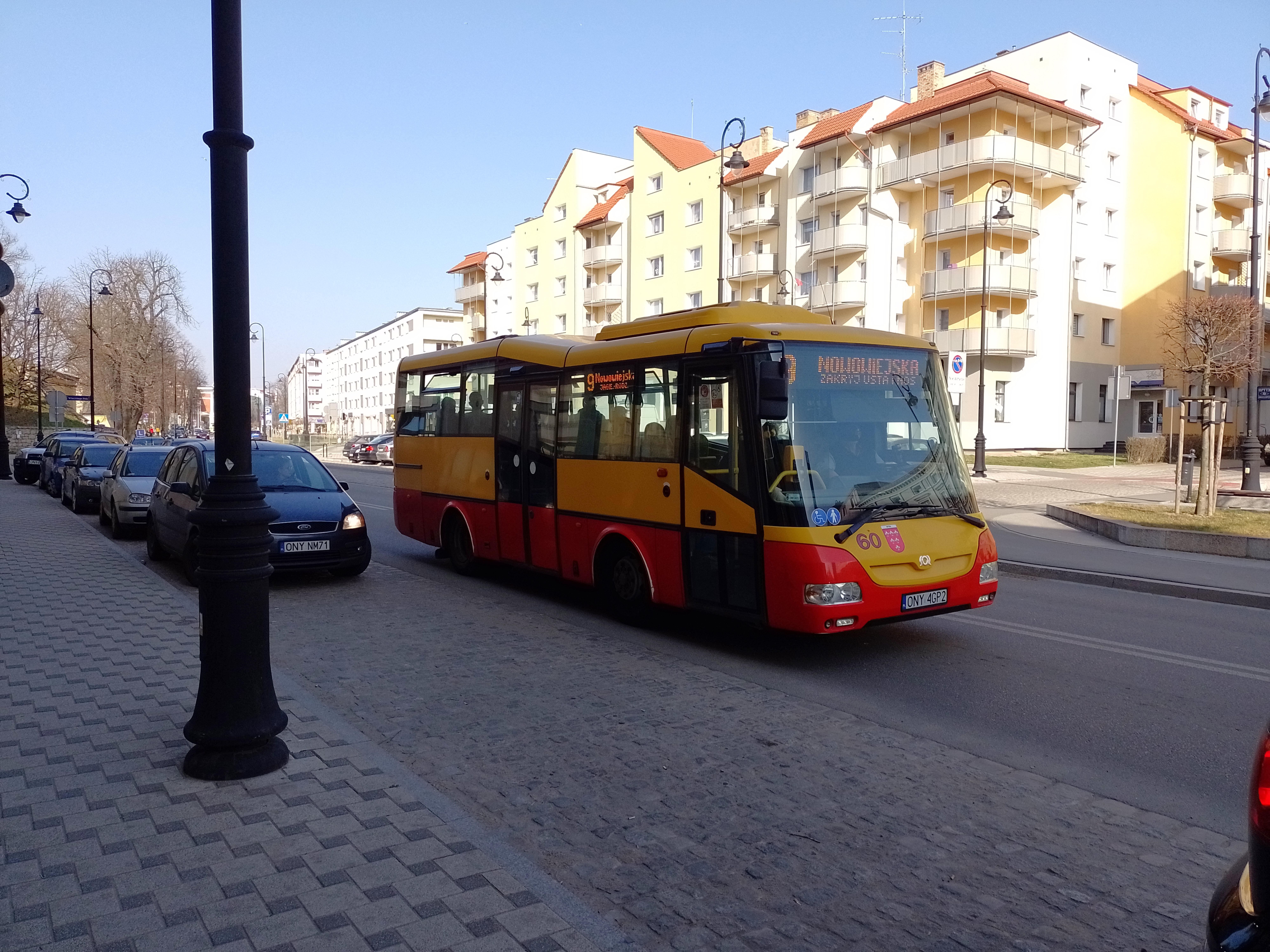
Autobus MZK na ulicy Piastowskiej

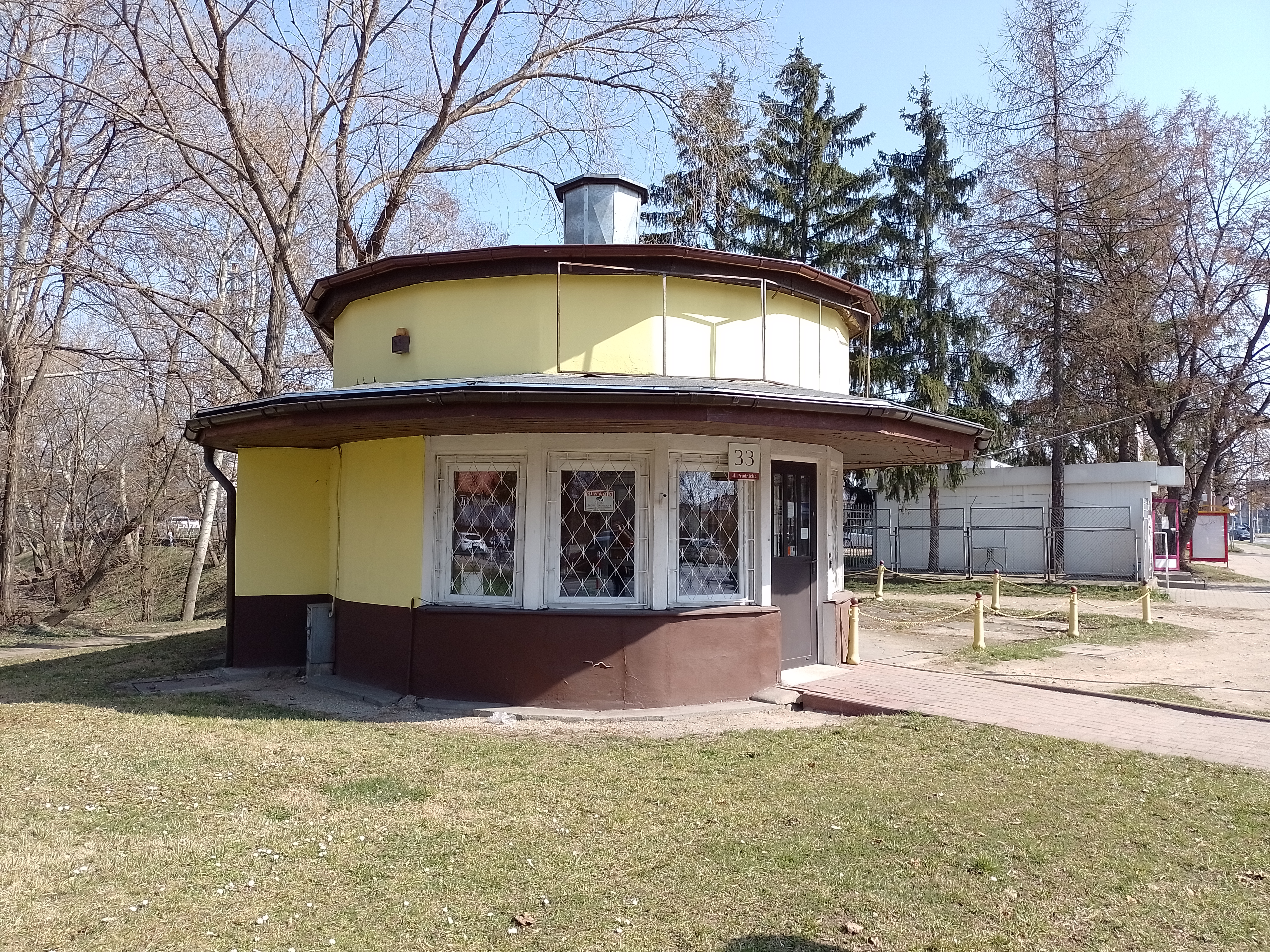
Punkt sprzedaży biletów MZK przy ulicy Prudnickiej („okrąglak”)

Miejski Zakład Komunikacyjny w Nysie Sp. z o.o. jest przewoźnikiem działającym na terenie miasta i gminy Nysa. Spółka prowadzi działalność w zakresie przewozów osób w ramach komunikacji miejskiej na obszarze gmin Nysa i Otmuchów na 12 liniach autobusowych. Wykonuje swoje usługi od 1954 roku.

## Świadczone usługi
- wynajmu autobusów,
- usługi reklamy na pojazdach i na przystankach,
- serwisu klimatyzacji,
- wymiany opon,
- serwisu samochodów osobowych,
- dysponuje Okręgową Stacją Kontroli Pojazdów,
- na terenie MZK został utworzony duży parking dla samochodów ciężarowych i autobusów.

## Historia

### Geneza zakładu
Początki autobusowej komunikacji miejskiej w Nysie datowane są na początek lat 50. XX wieku. W tym czasie Nysa była miastem dużo większym pod względem powierzchni terytorialnej od Opola, stolicy nowo powstałego województwa. Za powołaniem miejskiego zakładu komunikacyjnego w Nysie przemawiały wtedy m.in. takie argumenty jak:
- znaczne oddalenie od siebie peryferyjnych dzielnic,
- zapewnienie sprawnego dowozu ludności do pracy.

Decyzję o utworzeniu MZK podjęto 16 lutego 1954 roku decyzją Prezydium Miejskiej Rady Narodowej, która z kolei powoływała się na uchwałę Prezydium Rady Ministrów z dnia 10 października 1953 roku. Nowo powstały zakład komunikacyjny podporządkowany został Miejskiemu Przedsiębiorstwu Gospodarki Komunalnej.

### Początki zakładu
MZK w Nysie uruchomiło pierwszą linię tego samego miesiąca. Autobusy kursowały po trasie: Grodkowska – Bramy Grodkowskiej – Szlak Chrobrego – Krzywoustego – Chopina – Prudnicka – Piłsudskiego. Linię tę obsługiwały 4 wysłużone autobusy marki Mavag, które zostały przekazane miastu przez Wojewódzkie Przedsiębiorstwo Komunikacyjne w Katowicach. Wszystkie autobusy już na początku roku doznały poważnych awarii – w 3 zepsuł się tylny most, a w 4 silnik.
Miejski Komitet Frontu Narodowego w związku z wyborami władz lokalnych, wyznaczonymi na 5 grudnia 1954 roku podjął decyzję o uruchomieniu drugiej linii autobusowej, która miała przebiegać od ul.Piłsudskiego przez Mariacką, plac Staromiejski, Bohaterów Warszawy, Ujejskiego do Chełmońskiego. Linię tę uruchomiono na początku 1955 roku, jednakże już 25 maja 1955 roku w związku z tym, że linia przynosiła same straty, postanowiono zmienić jej trasę z Bohaterów Warszawy i Mariackiej na Chopina, Prudnicką, Mickiewicza do dzielnicy Zamłynie. Już 18 listopada 1955 roku Miejska Rada Narodowa planowała uruchomić kolejną linię na trasie: aleja Wojska Polskiego – Górna Wieś. Jednak ostatecznie uruchomiono ją 26 lipca 1956 roku.

### Dalszy rozwój
Pod koniec lat 50. XX wieku Miejski Zakład Komunikacyjny posiadał 8 autobusów, z tego 5 w eksploatacji oraz 3 w rezerwie. W ciągu kolejnych kilkunastu lat nastąpił gwałtowny wzrost liczby ludności miasta, spowodowany budową nowych osiedlili mieszkaniowych z wielkiej płyty, czego efektem było uruchamianie kolejnych linii autobusowych. W 1974 roku układ linii autobusowych wyglądał następująco:
- 1: Ujejskiego – Kilińskiego – Krzywoustego (Poczta) – Piastowska – Dworzec PKP – Wrocławska – Kostrzewy – Prudnicka – Prusa – Kochanowskiego – Kwiatowa – Długosza – Krawiecka (ZUP) – Świerczewskiego
- 2: Otmuchowska (końcówka) – Otmuchowska koszary – Skrzyżowanie Otmuchowska – Górna – Poniatowskiego – Słowiańska – Bramy Grodkowskiej – Dworzec PKP – Wrocławska – Kostrzewy – Prudnicka – Prusa – Kochanowskiego – Kwiatowa – Długosza – Kruczkowskiego (PKS) – Gdańska – Morcinka – Dolna Wieś
- 3: Aleja Wojska Polskiego (końcówka) – Aleja Wojska Polskiego Cukry II – Aleja Wojska Polskiego Cukry I – Brama Grodkowska – FSD – Krzywoustego (Poczta) – Kostrzewy – Prudnicka – Prusa – Kochanowskiego – Kwiatowa – Długosza – Krawiecka (ZUP) – Świerczewskiego
- 4: Złotogłowice (końcówka) – Złotogłowice II – Złotogłowice I – Grodkowska-daszek – Grodkowska-MZDiM – Brama Grodkowska – Dworzec PKP – Wrocławska – Kostrzewy – Prudnicka – Prusa – Kochanowskiego – Kwiatowa – Długosza – Krawiecka (ZUP) – Baligrodzka – ZE Rozdzielnia (NŻ) – Hajduki I (NŻ) – Hajduki (końcówka) – Hajduki II (NŻ) – Kępnica
- 5: Goświnowice (końcówka) – Goświnowice I(NŻ) – Goświnowice II (NŻ) – Jędrzychów (końcówka) – Jędrzychów II (NŻ) – Skrzyżowanie Otmuchowska – Ujejskiego – Kilińskiego (NŻ) – Krzywoustego Poczta – Kostrzewy – Prudnicka – Mickiewicza (NŻ) – Mickiewicza-Sienkiewicza – Mickiewicza (wylotówka) – Skrzyżowanie Zamłynie – Biała Nyska – Biała Nyska I (NŻ) – Morów – Iława
- 6: Bramy Grodkowskiej – FSD – Krzywoustego (Poczta) – Kostrzewy – Prudnicka – Mickiewicza (NŻ) – Mickiewicza/Sienkiewicza – Rodziewiczówny Technikum Rolnicze – Górna Wieś – Długosza/Kwiatowa – Długosza (ZUP) – Krawiecka (ZUP)
- 7: Radzikowice – Radzikowice I (NŻ) – Jędrzychów (końcówka) – Jędrzychów (NŻ) – Skrzyżowanie Otmuchowska – Ujejskiego – Kilińskiego (NŻ) – Krzywoustego (Poczta) – Kostrzewy – Prudnicka – Prusa – Kochanowskiego – Kwiatowa – Długosza – Krawiecka (ZUP) – Świerczewskiego (końcówka) (NŻ) – Niwnica I (NŻ) – Niwnica II (NŻ) – Domaszkowice
- A: Aleja Wojska Polskiego (końcówka) – Aleja Wojska Polskiego Cukry II – Aleja Wojska Polskiego Cukry I – Bramy Grodkowskiej – FSD – Krzywoustego (Poczta) – Kostrzewy – Prudnicka – Mickiewicza (NŻ) – Mickiewicza/Sienkiewicza – Mickiewicza (wylotówka) – Skrzyżowanie Zamłynie – Siestrzechowice – Koperniki.

### W ramach WPK w Opolu
W październiku 1975 roku decyzją władz wojewódzkich MZK w Nysie stało się jednym z oddziałów powołanego wówczas do życia Wojewódzkiego Przedsiębiorstwa Komunikacji Miejskiej w Opolu, które stało się organizatorem komunikacji miejskiej w Opolu, Nysie i Kędzierzynie-Koźlu.
Nyska filia WPK dysponowała Zakład Komunikacji w tym czasie 34 autobusami, w tym 10 autosanami. Z kolei jego potrzeby przewozowe według planów wynosiły zapotrzebowanie na 37 autobusów. Stałych linii autobusowych było 9 oraz 1 okresowa 0, która była uruchamiania w sezonie letnim nad jezioro. Współczynnik wykorzystania taboru wynosił 94%, a planowy powinien być 80%. Pod względem przewozu, z usług MZK korzystało 30 000 pasażerów na dobę, zaś łączny przebieg tras to 6700 km na dobę. Spośród trudności oraz przeszkód, które zakłócały prawidłowy rozkład jazdy wymieniano m.in.: przejazdy kolejowe, remonty, objazdy i złą nawierzchnię ulic.
Zakład Nysa WPK w Opolu dysponował w tym czasie numerami bocznymi od 1 do 50.

### Reaktywacja MZK
W dniu 17 grudnia 1991 roku Rada Miejska w Opolu podjęła uchwałę o przejęciu Wojewódzkiego Przedsiębiorstwa Komunikacji Miejskiej. Tym samym samodzielność uzyskał Zakład Nysa, który ponownie został przekształcony w Miejski Zakład Komunikacyjny, będący zakładem budżetowym gminy miejsko-wiejskiej Nysa. Następnie W latach 90. XX wieku zakład został przekształcony w spółkę z ograniczoną odpowiedzialnością, w której to formie prawnej funkcjonuje do dziś, świadcząc przewozy komunikacji zbiorowej na terenie miasta Nysa oraz sąsiadujących wsi i gmin.
100% udziałów w spółce należy do gminy miejsko-wiejskiej Nysa.

## Tabor
Ogólna liczba autobusów na stanie MZK Nysa to 32 sztuki miejskie i 4 szkolne / wycieczkowe. Tabor jest w większości nowoczesny.
| Rodzaj            | Model           | przewóz osób na wózkach | Liczba | Rodzaj                         | Model            | Liczba |
| Autobusy miejskie | Autosan A1010M  |                         | 2      | Autobusy szkolne / wycieczkowe | Jelcz LO90M      | 2      |
| Autobusy miejskie | Solbus B9,5     |                         | 7      | Autobusy szkolne / wycieczkowe | Jelcz LO90M      | 2      |
| Autobusy miejskie | SOR BN 12       | przewóz osób na wózkach | 7      | Autobusy szkolne / wycieczkowe | Jelcz LO90M      | 2      |
| Autobusy miejskie | SOR BN 8,5      | przewóz osób na wózkach | 2      | Autobusy szkolne / wycieczkowe | MAN AO1          | 1      |
| Autobusy miejskie | SOR BN10,5      | przewóz osób na wózkach | 7      | Autobusy szkolne / wycieczkowe | Scania TK 400    | 2      |
| Autobusy miejskie | Solbus SN11     | przewóz osób na wózkach | 7      | Autobusy szkolne / wycieczkowe | Scania TK 400    | 2      |
| Autobusy miejskie | Liczba pojazdów | Liczba pojazdów         | 32     | Autobusy szkolne / wycieczkowe | liczba pojazdów: | 5      |

## Linie[9][10]
Obecnie po Nysie kursuje 12 linii autobusowych:
| Numer linii | Trasa |
| ----------- | --- |
| E           | Piłsudskiego Wiadukt – Prudnicka – Celna – Bracka – Rynek – Wrocławska – Kolejowa – Racławicka |
| 1           | (Jarnołtów – Kijów – Nadziejów – Koperniki – Morów – Biała Nyska –) Przełęk – Podkamień – Długosza – Rodziewiczówny – Sudecka – Mickiewicza – Moniuszki – Szopena – Piastowska – Kolejowa – Bramy Grodkowskiej – Orląt Lwowskich – Regulice |
| 2           | Zajezdnia – Piłsudskiego – Długosza – Kochanowskiego – Prusa – Mickiewicza – Moniuszki – Szopena – Piastowska – Kolejowa – Bramy Grodkowskiej – Słowiańska – Eichendorffa – Saperska – Skorochów – Głębinów |
| 3           | Lipowa – Wierzbięcice – Niwnica – Piłsudskiego – Głuchołaska – Długosza – Rodziewiczówny – Sudecka – Mickiewicza – Moniuszki – Szopena – Piastowska – Kolejowa – Bramy Grodkowskiej – Słowiańska – Eichendorffa – Otmuchowska – Skorochów |
| 4           | Kępnica – Hajduki Nyskie – Czarnieckiego – Piłsudskiego – Wiadukt – Polmozbyt – Moniuszki – Szopena – Kolejowa – Bramy Grodkowskiej – Podzamcze – Złotogłowicka Cmentarz – Złotogłowice – Hanuszów |
| 5           | Zajezdnia – Piłsudskiego – Zwycięstwa – Wiadukt – Polmozbyt – Moniuszki – Szopena – Krzywoustego – Plac Kilińskiego – Ujejskiego – Chełmońskiego – Jędrzychów – Goświnowice – Suszkowice – Wójcice – Otmuchów (– Śliwice / – Sarnowice / – Nieradowice) |
| 6           | Kubice – Wyszków Śląski – Konradowa – Jagiellońska – Polmozbyt – Mickiewicza – Moniuszki – Szopena – Krzywoustego – Plac Kilińskiego – Ujejskiego – Eichendorffa – Poniatowskiego – Słowiańska – Podzamcze – Złotogłowicka Cmentarz – Rusocin |
| 7           | Domaszkowice – Niwnica – Piłsudskiego – Zwycięstwa – Wiadukt – Polmozbyt – Moniuszki – Szopena – Krzywoustego – Plac Kilińskiego – Ujejskiego – Chełmońskiego – Jędrzychów – Goświnowice – Radzikowice – Sękowice |
| 8           | Kierunek 1: Iława – Morów – Biała Nyska – Orzeszkowej – Jeziorna – Mickiewicza – Moniuszki – Szopena – Piastowska – Kolejowa – Bramy Grodkowskiej – Aleja WP Kierunek 2: Aleja WP – Bramy Grodkowskiej – Kolejowa – Piastowska – Szopena – Gierczak – Prudnicka – Mickiewicza – Jeziorna – Orzeszkowej – Biała Nyska – Siestrzechowice – Kwiatków – Koperniki – Morów – Iława |
| 9           | (Konradowa – Jagiellońska –) Nowowiejska – Morcinka – Reymonta – Gdańska – Jagiełły – Mazowiecka – Kolejowa – Piastowska – Szopena – Gierczak – Prudnicka – Mickiewicza – Rodziewiczówny – Górna Wieś – Krasińskiego – Piłsudskiego – Nowowiejska (– Jagiellońska – Konradowa)                                                                                                |
| 12          | Kierunek 1: Iława – Morów – Koperniki – Siestrzechowice – Biała Nyska – Orzeszkowej – Mickiewicza – Moniuszki – Szopena – Piastowska – Kolejowa – Bramy Grodkowskiej – Aleja WP Kierunek 2: Aleja WP – Bramy Grodkowskiej – Kolejowa – Piastowska – Szopena – Gierczak – Prudnicka – Mickiewicza – Orzeszkowej – Biała Nyska – Morów – Iława                                  |
| 14          | Zajezdnia – Piłsudskiego – Głuchołaska – Prusa – Mickiewicza – Moniuszki – Szopena – Piastowska – Kolejowa – Bramy Grodkowskiej – Słowiańska – Eichendorffa – Otmuchowska – Skorochów |